# Ficus (mollusque)
Pour les articles homonymes, voir Ficus (homonymie).
Genre
Ficus est un genre de mollusques gastéropodes marins de la famille des Ficidae.

## Taxinomie

### Synonymes
Selon BioLib (14 août 2019) :
- Covellia Gasp.

- Ficula Swainson, 1835[3]
- sous-genre Ficus (Ficopsis) Conrad, 1866[3]
- Mastosuke Raf.
- Pharmacosycea Miq.
- Pirula Montfort, 1810[3]
- Pyrula Lamarck, 1799[3]
- Sycomorus Gasp.
- Sycotypus Gray, 1847[3]
- Urostigma Gasp.

### Liste d'espèces
Selon World Register of Marine Species (14 août 2019) :

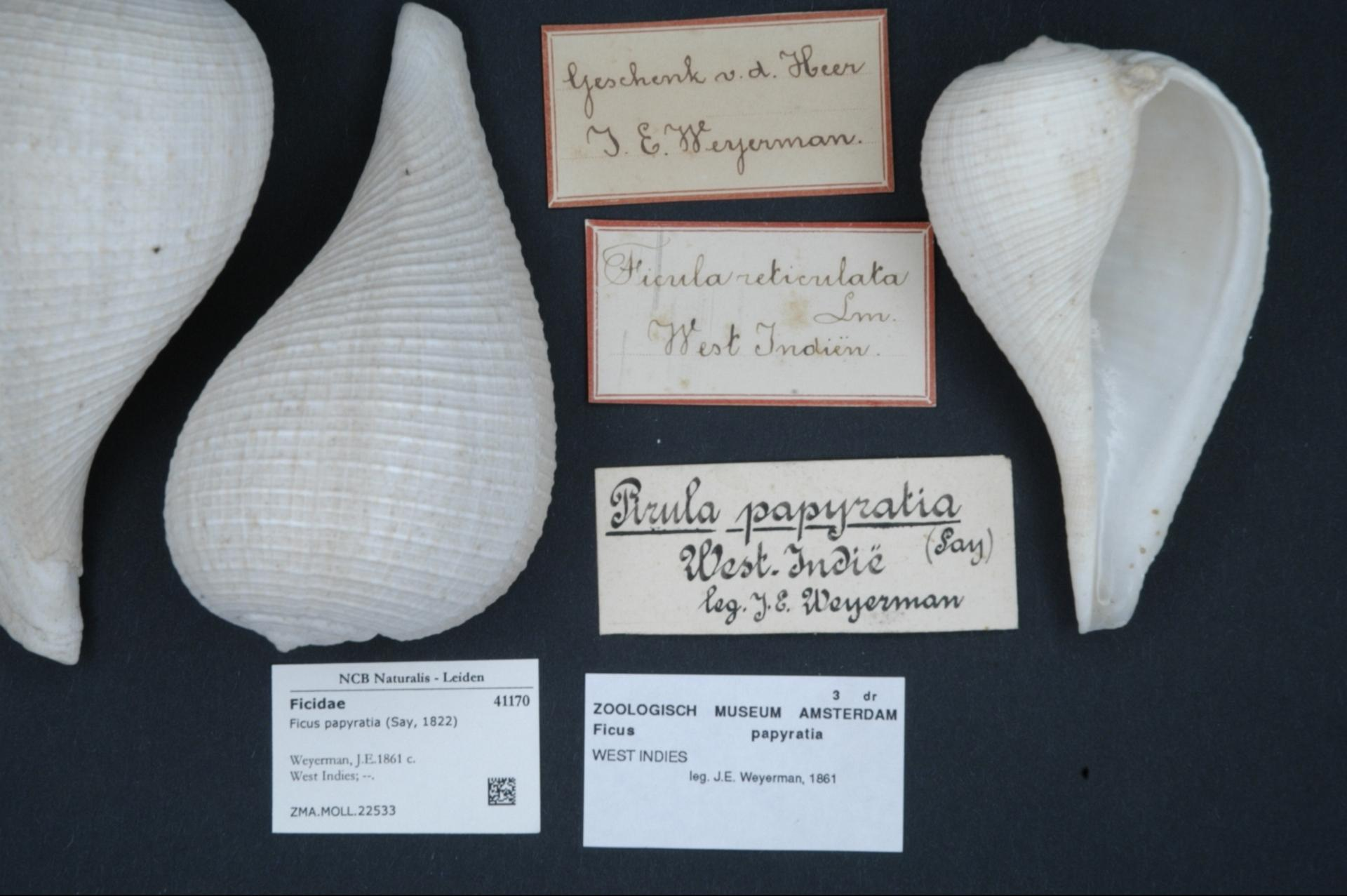
Ficus papyratia, Centre de biodiversité Naturalis, Leyde, Pays-bas

- Ficus condita (Brongniart, 1823) †
- Ficus dandrimonti Lorenz, 2012
- Ficus eospila (Péron & Lesueur, 1807)
- Ficus ficoides (Brocchi, 1814) †
- Ficus ficus (Linnaeus, 1758)
- Ficus filosa (G. B. Sowerby III, 1892)
- Ficus geometra (Borson, 1825) †
- Ficus gracilis (G. B. Sowerby I, 1825)
- Ficus imperfecta P. Marshall & R. Murdoch, 1919 †
- Ficus investigatoris (E. A. Smith, 1894)
- Ficus papyratia (Say, 1822)
- Ficus parva Suter, 1917 †
- Ficus parvissima Harzhauser, Raven & Landau, 2018 †
- Ficus pellucida Deshayes, 1856
- Ficus picta Röding, 1798
- Ficus pilsbryi (B. Smith, 1907) †
- Ficus schneideri H. Morrison, 2016
- Ficus subintermedia (d'Orbigny, 1852) †
- Ficus variegata Röding, 1798
- Ficus ventricosa (G. B. Sowerby I, 1825)